# 美丽毛蕨
美丽毛蕨（学名：Cyclosorus molliusculus）为金星蕨科毛蕨属下的一个种。